# Costa Ronin
Costa Ronin (en ruso: Костя Ро́нин; 3 de febrero de 1979) es un actor y cineasta ruso, reconocido por su aparición en la película Red Dog, por interpretar a Gregorovich en la serie East West 101 y por integrar el reparto del largometraje de Quentin Tarantino Once Upon a Time in Hollywood.

## Filmografía

### Cine y televisión
| Año       | Título                        | Papel                | Notas        |
| --------- | ----------------------------- | -------------------- | ------------ |
| 2011      | Red Dog                       | Dzambaski            | Largometraje |
| 2014      | The Americans                 | Oleg Igorevich Burov | Recurrente   |
| 2014      | Extant                        | Anton                | 1 episodio   |
| 2015      | Agent Carter                  | Anton Vanko          | 1 episodio   |
| 2015      | Agent X                       | Misha Voronsky       | 1 episodio   |
| 2016      | Gotham                        | Luka Volk            | 3 episodios  |
| 2017      | Shooter                       | Embajador ruso       | 1 episodio   |
| 2018-2020 | Homeland                      | Yevgeny Gromov       | Recurrente   |
| 2018      | Splitting Up Together         | Vlad                 | 1 episodio   |
| 2019      | Once Upon a Time in Hollywood | Voytek Frykowski     | Largometraje |
| 2024      | I.S.S.                        | Nicholai             | Largometraje |